# Namibia National Olympic Committee

Offizielles Logo des Nationalen Olympischen Komitees von Namibia

Das Namibia National Olympic Committee (zu Deutsch etwa Nationale Olympische Komitee von Namibia) ist die Dachorganisation olympischer Sportarten in Namibia. Das Komitee wurde 1990 mit der Unabhängigkeit Namibias gegründet und 1991 vom Internationalen Olympischen Komitee als Mitglied aufgenommen.
Das Nationale Olympische Komitee hat seinen Sitz in Windhoek; Präsidentin und Vorsitzende ist seit dem 23. Juli 2025 Anri Parker.